# Terumoto Móri
Terumoto Móri (japonsky 毛利輝元, Móri Terumoto; 22. ledna 1553 – 27. dubna 1625) byl synem Takamota Móriho a vnukem a následníkem velkého bojovníka Motonariho Móriho, bojoval proti Hidejošimu Tojotomimu, ale nakonec přešel na druhou stranu a zúčastnil se tažení na Kjúšú (1587) na Hidejošiho straně a postavil hrad Hirošima, tedy v podstatě založil Hirošimu.
Terumoto byl členem Rady pěti starších jmenované Hidejošim. Na vrcholu své moci na konci 16. století Terumoto řídil území s výnosem 1,2 milionů koku. To znamená, že by mohl do boje zmobilizovat více než 120 000 mužů.
Postavil se proti Iejasuovi Tokugawovi, ale nezúčastnil se bitvy u Sekigahary. Terumoto zůstal v té době na Ósackém hradě chránit Hidejoriho Tojotomiho a krátce po Sekigahaře se vzdal. Iejasu zredukoval Terumotovo léno, nechal mu pouze provincie Nagato a Suó v celkové hodnotě 369 000 koku.
Věřil, že je podprůměrný generál a mimo bitevní pole mu chyběla motivace a vůle. Měl jen malý vliv na poslední léta období Sengoku, často nechával bojovat podřízené a nižší členy klanu místo sebe. Věří se, že pokud by bojoval u Sekigahary nebo vzal Hidejoriho na bitevní pole, byl by Iejasu na místě poražen. Nicméně dokázal dobře řídit své panství a úspěšně udržet pohromadě klan Móri, i když jeho panství bylo zredukováno na třetinu.